# Oficial radiotécnico
Um oficial radiotécnico ou oficial de radiocomunicações é um oficial da marinha mercante responsável pela operação e manutenção dos sistemas de telecomunicações de um navio.
No passado, os titulares da profissão eram designados "oficiais radiotelegrafistas" ou, simplesmente, "radiotelegrafistas". Hoje em dia, a profissão encontra-se em extinção, com a operação das telecomunicações a ser assumida diretamente pelos oficiais náuticos. No entanto, a função mantém-se ainda em alguns grandes navios.

## História
A criação da profissão de radiotelegrafista da marinha mercante remonta ao início do século XX, quando começaram a ser instalados sistemas de comunicação por radiotelegrafia a bordo dos navios. Em alguns países, foi criada a carreira de oficial radiotelegrafista para operar e manter os sistemas de radiocomunicações de bordo. No entanto, nas marinhas mercantes de outros países, a operação das estações radiotelegráficas dos navios ficou a cargo de empresas telegráficas que destacavam operadores seus para bordo das embarcações. Os operadores da empresa Marconi's Wireless Telegraph Company, por exemplo, asseguravam as radiocomunicações a bordo de um grande número de navios mercantes do mundo.
Os radiotelegrafistas tinham como missão a bordo, localizar o navio através do rádio, estabelecer as comunicações públicas, navio-navio, navio-terra, de abastecimento, náuticas e de emergência e enviar e receber mensagens pessoais relativas aos tripulantes e passageiros. A evolução das radiocomunicações levou a que, parte delas, passasse a ser radiotelefónica.
Em 1988, a Organização Marítima Internacional estabeleceu a obrigatoriedade da instalação, a bordo dos navios, do GMDSS (Sistema Global de Emergência e Segurança no Mar), que acabou por substituir completamente as comunicações radiotelegráficas, a partir de 1999. O fim da radiotelegrafia marítima e o facto do GMDSS poder ser operado por oficiais ou outros profissionais do convés devidamente certificados levou à extinção da carreira de oficial radiotelegrafista na maioria das marinhas mercantes. A função, no entanto, ainda é mantida em alguns grandes navios, sobretudo navios de cruzeiro cujo grande número de tripulantes permite funções mais especializadas. Em alguns países, os antigos oficias radiotécnicos foram convertidos para a nova carreira de oficial eletrotécnico, aproveitando-se os seus conhecimentos em sistemas eletrónicos.
|  |  |  |

## Funções
A bordo de um navio, um oficial radiotécnico ou de radiocomunicações é responsável pela operação da estação de radiocomunicações, transmitindo e recebendo mensagens, mantendo o seu equipamento e sendo responsável, perante o comandante, pelo cumprimento das leis e regulamentos relativos às comunicações via rádio.
Conforme a sua categoria a bordo, pode exercer a função de chefe do serviço de radiocomunicações, de primeiro radiotécnico/primeiro oficial de radiocomunicações ou de segundo radiotécnico/segundo oficial de radiocomunicações.
No âmbito das suas funções, compete a um oficial radiotécnico ou de radiocomunicações sintonizar os emissores e receptores de rádio, procurando localizar os postos com quem deseja entrar em contacto ou aqueles que pretendam enviar-lhe mensagens; enviar informações meteorológicas, de localização de navios, particulares ou outras por radiotelegrafia (em Código Morse); receber as mensagens que lhe são enviadas pelo mesmo processo, registando-as; enviar e receber comunicações via telefax, telex ou satélite; programar, operar e manter computadores; prestar assistência técnica ao material eletrónico e de radiocomunicações e efetuar transmissões por radiotelefone.

## Carreira e formação
A formação dos oficiais radiotécnicos ou de radiocomunicações era ministrada através de cursos especiais em escolas náuticas ou de formação de oficiais da marinha mercante. Em virtude das extinção das carreiras de radiocomunicações, alguns destes cursos foram convertidos para a formação de oficiais eletrotécnicos ou radioeletrónicos.
Em Portugal, a antiga carreira de oficial radiotelegrafista passou a designar-se "oficial radiotécnico" em 1975. Era constituída por três categorias: praticante de radiotécnico, radiotécnico de 2ª classe, radiotécnico de 1ª classe e radiotécnico-chefe. A admissão à carreira implicava a conclusão do 1º ciclo do curso superior de engenharia de sistemas eletrónicos marítimos da Escola Náutica Infante D. Henrique. A progressão para a categoria de radiotécnico de 1ª implicava a conclusão do 2º ciclo (mestrado) daquele curso. Em 2001, foram canceladas as novas admissões à carreira, a qual foi definitivamente extinta em 2019, transitando automaticamente os radiotécnicos remanescentes para a categoria de oficial eletrotécnico. Entretanto, o antigo curso de sistemas eletrotécnicos marítimos foi reformulado e transformado em curso de engenharia eletrotécnica marítima, estando agora vocacionado para a formação de oficiais eletrotécnicos.
Na Marinha Mercante Brasileira, a antiga carreira de oficial radiotelegrafista passou a designar-se de "oficial de radiocomunicações" em 1983 e foi extinta em 1998. Até então, pertencia à seção de convés e contava com as categorias de praticante de radiocomunicações, 2º oficial de radiocomunicações e de 1º oficial de radiocomunicações. A sua formação era efetuada na Escola de Formação de Oficiais da Marinha Mercante.